# De club van lelijke kinderen (2019)
De club van lelijke kinderen is een Nederlandse film uit 2019, geproduceerd door Umami Media. De film is gebaseerd op het gelijknamig boek van Koos Meinderts.

## Verhaal
Als hoofdpersoon Paul op schoolreisje gaat, ontdekt hij dat het helemaal geen schoolreisje is: hij zal samen met honderden andere kinderen worden opgesloten omdat ze allemaal lelijk zijn. President Isimo wil namelijk geen lelijke mensen meer in zijn land zien. Paul ontsnapt en richt 'De Club van Lelijke Kinderen' op, samen met het mooiste meisje van zijn klas, Sara. Zij binden de strijd aan met de president en zullen proberen de andere kinderen te bevrijden.

## Rolverdeling
| Acteur/actrice           | Personage                       |
| ------------------------ | ------------------------------- |
| Sem Hulsmann             | Paul de Wit                     |
| Faye Kimmijser           | Sara                            |
| Narek Awanesyan          | Kai                             |
| Maan de Steenwinkel      | Joy de Wit, de zus van Paul     |
| Mika Peeters             | Bob                             |
| Laura van der Meché      | Rox (Roxie)                     |
| Jelka van Houten         | Moeder van Paul                 |
| Jeroen van Koningsbrugge | Filidoor de Wit, Vader van Paul |
| Roeland Fernhout         | President Isimo                 |
| Edwin Jonker             | Uberkliener                     |
| Katja Schuurman          | Secretia                        |
| Georgina Verbaan         | Mevrouw Bos                     |
| Liahn Dos Reis           | Zoë                             |
| Ajouad El Miloudi        | Meester                         |
| Jade van Vliet           | Lizzy                           |
| Manou Jue Cardoso        | Lea                             |
| Soundos El Ahmadi        | Djinn                           |
| Imanuelle Grives         | Kliener opfriskamp              |
| Mimoun Ouled Radi        | Vader van Kai                   |

Daarnaast hadden diverse bekende Nederlanders waaronder Raven van Dorst, Johnny de Mol en Theo Maassen een cameo in de film. Tevens kwamen korte fragmenten van Marije Zuurveld en Buddy Vedder voorbij die beiden een rol speelden in de voorgaande serie.